# Constitutio Antoniniana

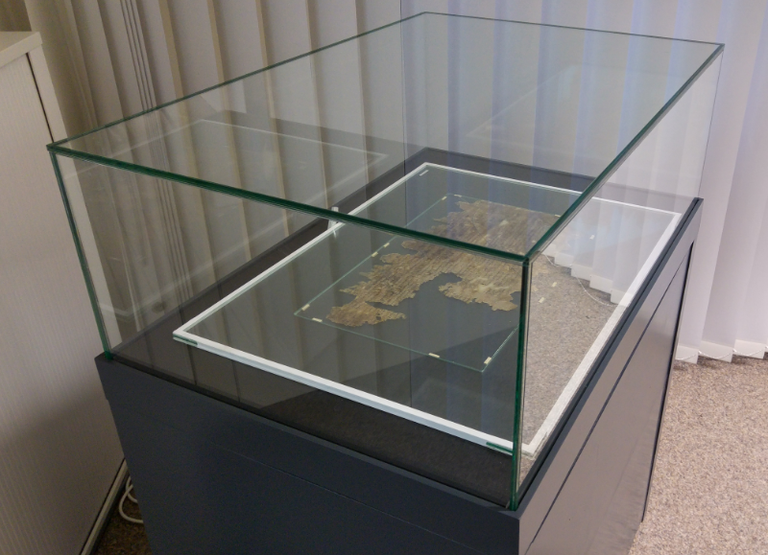
La Constitutio Antoniniana conservata presso il Museo di Gießen

La Constitutio Antoniniana è un editto emanato dall'imperatore Antonino Caracalla del 212 d.C. che stabiliva la concessione della cittadinanza romana (fino ad allora limitata ai soli abitanti dell'Italia ed a quelli di singole città delle province) a tutti gli abitanti dell'Impero romano, ad eccezione dei dediticii. Il testo greco della costituzione ci è giunto tramite un papiro lacunoso conservato nel Museo di Gießen in Germania (Papiro di Giessen, 40,1): resta quindi aperto il dibattito sulla reale applicazione del provvedimento, in particolare riguardo al problema della identificazione dei dediticii.
Il provvedimento è conosciuto anche come Editto di Caracalla.

## Storia
Fin dall'antichità appare fondamentale la capacità di assimilazione politica dei Romani; infatti Roma, sin dalle sue prime conquiste, poteva concedere ai vinti la cittadinanza romana, totale o parziale, o lasciarli nelle loro vecchie civitates, divenute foederatae, con obblighi speciali verso il conquistatore ma con autonomia locale. Nella fase finale delle conquiste, Roma non si affrettava più a stabilire lo statuto dei nuovi sudditi, che così rimanevano nella situazione precaria di dediticii. La Constitutio Antoniniana non venne avvertita dai contemporanei come un atto rivoluzionario, in quanto confermava una situazione giuridica già in parte esistente. Infatti nei documenti la cittadinanza è attestata tramite i tria nomina romani che i cittadini delle province in un modo o nell'altro ottenevano.

## Interpretazioni
Se da un lato, molti studiosi moderni hanno posto l'accento sull'azione “civilizzatrice” garantita dal processo di romanizzazione dell'Impero Romano (Fritz Schulz sviluppò l'idea che sulla base di questa generalizzazione della cittadinanza, l'Impero possa o debba essere considerato una nazione richiamandosi ai passi giuridici della communis patria); dall'altro lato, l'estensione generalizzata a tutti gli abitanti dell'Impero della cittadinanza romana disposta dalla Constitutio Antoniniana è stata considerata (in particolare da Rostovzev) come un provvedimento demagogico e una sorta di sanzione formale del dispotismo. In queste condizioni, infatti, il livellamento dei cives sarebbe stato un vero strumento di esaltazione dell'unico potere effettivo del despota. Già Cassio Dione vi aveva rintracciato una semplice misura fiscale: tutti gli abitanti dell'Impero sarebbero stati tenuti a pagare la tassa di successione che già gravava sui cittadini romani. Tuttavia, di fatto, il provvedimento di Caracalla, al di là delle varie speculazioni sulle sue reali intenzioni, realizzava l'unificazione politica di tutti gli abitanti liberi dell'Impero traducendo concretamente sul piano del diritto positivo il principio dell'uguaglianza degli uomini. Ulpiano testimonia che:
(Ulpiano, Digesto, 1,5,17.)
Il testo della costituzione di Caracalla, così come si rileva dal papiro in cui è conservato, sembra accennare a due principali motivi, uno di carattere politico-amministrativo, quello di evitare numerosi ricorsi al sovrano per questioni riguardanti il possesso del diritto di cittadinanza, l'altro di carattere religioso: ovvero assimilare nel culto e nella venerazione dei popoli dell'Impero, le tradizionali e le nuove divinità introdotte nel Pantheon romano da ogni provincia (in particolare quelle dell'Oriente, dell'Egitto e dell'Africa punica) in nome del sincretismo religioso. La lode del provvedimento di Caracalla proviene, infatti, sia da autori pagani che cristiani. Rutilio Namaziano, ad esempio, esaltava quello che circa due secoli prima era stato l'ultimo atto (la Constitutio) della progressiva estensione del diritto romano a tutti gli abitanti dell'Impero:
(Namaziano, De reditu suo, 1,63-66.)

## La complessa questione deidediticii
Il papiro di Giessen testimonia l'esclusione dei dediticii:
(Papiro di Giessen, 40,7-9.)
La nozione di dediticius si è formata nel corso delle conquiste romane. Quest'ultima indicava coloro che si arrendevano al vincitore consegnando tutti i loro beni. Inoltre si aggiungevano i liberti condannati per un delitto secondo la legge Aelia Sentia e i liberti iuniani, liberati secondo le previsioni della legge Iunia. I dediticii erano privi di qualsiasi diritto come ad esempio il diritto di fare testamento: quonam nullius certae civitatis. L'analisi filologica del testo papiraceo condotta finora in merito alla definizione dei dediticii mette in evidenza la difficoltà d'interpretazione di questa categoria. Infatti emergono due posizioni diametralmente opposte: la prima, rappresentata da P. M. Meyer, P. Jouguet, U. Wilcken, secondo la quale i dediticii esclusi dalla cittadinanza romana erano abbastanza numerosi e in Egitto si confondevano con i capite censi; la seconda invece fa di essi un numero ristretto di persone di origine barbara recente, oppure piccole tribù non organizzate in una città. Per quanto riguarda l'applicazione del decreto sulle diverse città ci sono ulteriori posizioni distinte: secondo alcuni (P. M. Meyer, Ranovici) la costituzione delle singole città non sarebbe stata affatto alterata dall'applicazione della Constitutio; secondo altri invece (Segré, Capocci) essa prevede l'esclusione sia dei civitates dediticiae, sia l'implicita decisione di iscrivere tutti gli uomini liberi nei registri di cittadini di quelle città. Tra le varie definizioni fornite dagli studiosi, emerge quella di Gabriella Poma secondo la quale i dediticii del papiro di Giessen erano sia i barbari, tra i quali si reclutava l'armata romana, sia quei limitati gruppi di popolazione, che non appartenevano a nessuna città.
Il diritto romano conosce due categorie di dediticii: i peregrini - cioè i popoli sconfitti che si erano arresi a discrezione - e gli schiavi manomessi che si erano macchiati di crimini infamanti durante la schiavitù. Entrambi erano di condizione libera, ma inferiori giuridicamente, in quanto non avrebbero mai potuto diventare cittadini romani o latini. L'esclusione avrebbe, quindi, potuto interessare sia i peregrini sia gli ex schiavi. Per quanto riguarda il controverso problema dell'applicazione del diritto romano nelle province alcuni studiosi, tra cui A. Segrè, ritengono che esso abbia subito un cambiamento radicale perché almeno teoricamente le leggi romane si erano estese a tutti i peregrini (l'uso obbligatorio del testamento romano per tutti gli Aurelii, la patria potestas, lo ius liberorum, la stipulatio). Prima dell'editto di Caracalla i peregrini che avevano conseguito la cittadinanza romana a titolo personale secondo il diritto romano, non acquistavano la patria potestas sulle persone che altrimenti vi sarebbero state soggette. Gaio dimostra come gli imperatori di regola non accordassero la patria potestas ai peregrini che chiedevano la cittadinanza romana. Per concludere, è necessario supporre che, per l'Egitto come per le altre province, un editto del governatore - in Egitto del prefetto - presentasse la Constitutio con norme applicative suggerite dalle peculiari condizioni della provincia.